# Эдвардс, Кеннет (гольфист)
Кеннет Пейн Эдвардс (англ. Kenneth Paine Edwards; 9 марта 1886, Чикаго, Иллинойс — 21 декабря 1952, Эванстон, Иллинойс) — американский гольфист, чемпион летних Олимпийских игр 1904.
На Играх 1904 в Сент-Луисе участвовал только в командном турнире. Он занял пятое место, и в итоге его команда заняла первое место и выиграла золотые медали.